# Petr Mašek (spisovatel)
Petr Mašek (* 1. dubna 1959 Praha) je český historik, knihovník a spisovatel.

## Život
Studoval na Filosofické fakultě v Praze. Od roku 1982 pracuje v oddělení zámeckých knihoven Národního muzea v Praze, od roku 1994 působil ve funkci vedoucího oddělení, nyní je zde zástupcem vedoucího. Zabývá se především studii rodokmenů českých šlechtických rodů, pořádáním knihoven a knižních kolekcí.
Je autorem řady odborných prací a historických knižních sbírek. Jako spoluautor se podílel na Almanachu českých šlechtických rodů. Vytvořil či spolupracoval na scénářích několika muzejních výstav a na expozici Muzea knihy ve Žďáru nad Sázavou.

## Vybraná díla
- Modrá krev : minulost a přítomnost šlechtických rodů v českých zemích. Praha : Mladá fronta, 1992. 206 s. ISBN 80-204-0346-9. (3., upr. vyd. Modrá krev : minulost a přítomnost 445 šlechtických rodů v českých zemích. Praha : Mladá fronta, 2003. 330 s. ISBN 80-204-1049-X.)
- Knižní sbírky na zámku Kynžvart. Plzeň : Západočeské muzeum, 1994. 112 s. ISBN 80-85125-67-6.
- Lobkowiczové : dějiny a genealogie rodu. České Budějovice : Veduta, 2002. 239 s. ISBN 80-903040-3-6. (spoluautoři Stanislav Kasík a Marie Mžyková).
- Šlechtické rody v Čechách, na Moravě a ve Slezsku od Bílé hory do současnosti. Díl I. A-M. Praha : Argo, 2008. 668 s. ISBN 978-80-257-0027-3.
- Prastaré pověsti české. Příbram : Pistorius & Olšanská, 2010. 150 s. ISBN 978-80-87053-52-2.
- Šlechtické rody v Čechách, na Moravě a ve Slezsku od Bílé hory do současnosti. Díl II. N-Ž. Praha : Argo, 2010. 664 s. ISBN 978-80-257-0294-9.